# Rosamund Pike
Rosamund Mary Ellen Pike (Londres, 27 de janeiro de 1979) é uma atriz britânica. Prolífica tanto no cinema quanto na televisão, ela é particularmente conhecida por suas interpretações de mulheres moralmente ambíguas em suspenses psicológicos.  Ela recebeu vários prêmios, incluindo um Primetime Emmy Award e um Globo de Ouro, bem como indicações ao Oscar, dois BAFTA Awards, um Critics' Choice Movie Award e dois Screen Actors Guild Awards.considerada uma das mais talentosas atrizes inglesas da sua geração. Pike estudou em Wadham, Oxford e começou sua carreira aparecendo em produções teatrais, incluindo Romeu e Julieta, no National Youth Theater. Ela debutou no cinema como a bond girl Miranda Frost, em Die Another Day (2002) e mais tarde foi premiada com um Globo de Ouro e um Primetime Emmy Awards, com indicações ao Oscar e ao British Academy Film Awards. Ficou conhecida internacionalmente como a bond girl Miranda Frost, em Die Another Day (2002), Jane Bennet, em Pride & Prejudice (2005) e Amy Dunne, em Gone Girl (2014).
A carreira de atriz começou com produções teatrais como Romeu e Julieta e Skylight. Após, apareceu em Rather English Marriage (1998), em Wives and Daughters (1999) e Love in a Cold Climate (2001). Ela recebeu reconhecimento internacional a partir de sua estreia no cinema como a Bond Girl.Miranda Fro, t no filme Die Another Day (2002), ao qual recebeu o prêmio Empire Award de Melhor Revelação. Ganhou também o Prêmio BIFA de Melhor Atriz Coadjuvante em The Libertine (2004), interpretando também Jane Bennet, na adaptação de Orgulho e Preconceito (2005).
Pike teve aparições cinematográficas no filme de ficção científica Doom (2005), no filme de aventura do crime misterioso Fracture (2007), o filme de drama Fugitive Pieces (2007) e o drama coming-of-age An Education (2009), para que foi nomeada para o Prêmio London Film Critics Circle. Ela também recebeu indicações do Prêmio de Filme Independente Britânico para An Education, Made in Dagenham (2010), e ao Prêmio Genie por Barney's Version (2010).
Em 2014, seu desempenho no filme de suspense psicológico Gone Girl foi recebido com aclamação generalizada crítica, recebendo o Prêmio Saturno de Melhor Atriz, sendo nomeada ao Oscar de Melhor Atriz, ao BAFTA e ao Globo de Ouro de Melhor Atriz em filme dramático. Em 2018, recebeu sua segunda indicação ao Globo de Ouro de Melhor Atriz em drama e ao Satellite Awards de melhor atriz pelo seu desempenho no drama-biográfico A Private War. Em 2019, ganhou Emmy de melhor atriz em série de comédia de curta duração pelo seu papel na série State of the Union. No ano seguinte, estrelou o filme da Netflix intitulado I Care a Lot, pelo qual foi amplamente aclamada pela critica e ganhou o Globo de ouro de melhor atriz em filme de comédia ou musical. Em 2023, ela apareceu na comédia Saltburn, sendo aclamada pela critica, pela qual foi indicada ao Globo de Ouro de melhor atriz coadjuvante, BAFTA de Melhor Atriz Coadjuvante, dentre outros diversos prêmios.

## Biografia
Pike cresceu em Londres, sendo filha única de cantores de ópera profissionais Caroline Friend and Julian Pike. Sua família viajou pela Europa continental por vários anos, onde o trabalho os levava, o que fez com que ela se tornasse fluente em alemão e francês aos sete anos. Estudando na Badmington School com uma bolsa de estudos, foi participando da peça Romeu e Julieta no National Youth Theatre que ela foi notada por um agente e embarcou na carreira profissional de atriz.
Após interromper os estudos por um ano, para se dedicar aos palcos, ganhando experiência em peças de Arthur Miller e William Shakespeare, ela formou-se em 2001.

## Carreira

### 2000- 2010:Miranda Frost, Primeiros Anos e Reconhecimento

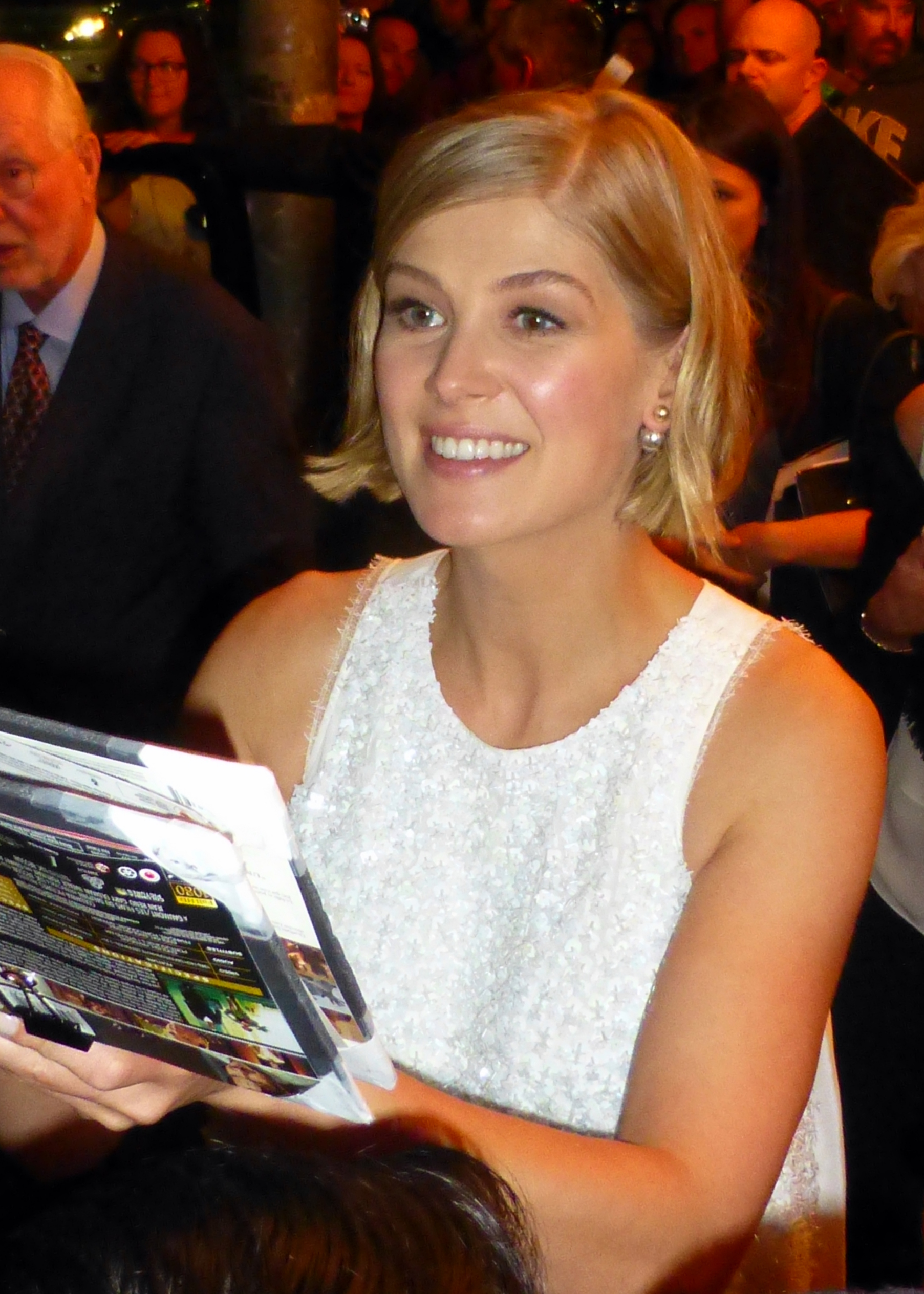
Rosamund em 2015 durante uma seção de autógrafos do filme Garota Exemplar.

Logo após se formar, Pike analisava uma oferta de emprego numa grande cadeia de livrarias  por falta de trabalho como atriz, quando foi chamada para viver Miranda Frost em 007 Um Novo Dia Para Morrer. Na época, era tão ignorante sobre o mundo de 007, que foi ao teste para o papel vestindo uma roupa que a mãe usava nos concertos de ópera em que se apresentava.
Minha Versão do Amor (2010), filme indicado ao Leão de Ouro do Festival de Veneza e pelo qual ela foi indicada a diversos prêmios de crítica, como o Satellite Awards e o British Independent Film Awards; também recebeu indicações ao BIFA por suas performances em An Education (2009) e Made in Dagenham (2010)
Na televisão, Pike desempenhou o papel de "Gudrun Brangwen" no Women in Love(2011). No palco, ela se apresentou em várias produções, incluindo Hitchcock, em 2003, Alma Summer and Smoke em 2006, Gas Light em 2007, e Hedda Gabler em 2010.
Em 2005, ela apareceu como Jane Bennet, a irmã mais velha de Elizabeth Bennet (interpretada por Keira Knightley, que foi indicada ao Oscar), em Orgulho e Preconceito. Pike então estrelou a adaptação cinematográfica do romance Fugitive Pieces, de Anne Michaels. Ela estrelou como uma advogada de sucesso no filme Fracture, ao lado de Anthony Hopkins e Ryan Gosling. Pike foi jurada no Costa Book Awards em 2008. Seus créditos teatrais incluem Hitchcock Blonde de Terry Johnson e Summer and Smoke de Tennessee Williams, ambos no West End de Londres , e Gas Light no Old Vic Theatre de Londres. Em 2009, ela interpretou a personagem-título de Madame De Sade durante a temporada do West End de Donmar.
Em 2010, ela apareceu no filme britânico Made in Dagenham e no filme canadense Barney's Version, onde interpreta Miriam. Nesse mesmo ano, ela estrelou uma produção de Hedda Gabler em uma turnê pelo Reino Unido. Pike gravou dublagem para um papel principal no filme Jackboots on Whitehall (2010) e emprestou sua voz para uma série de audiolivros de James Bond, narrando The Spy Who Loved Me. Também em 2010, Pike fez o papel de Pussy Galore na adaptação da BBC Radio 4 de Goldfinger de Fleming. Em 2011, Pike fez o papel de Kate Sumner no filme paródia de James Bond, Johnny English Reborn, interpretando uma psicóloga e interesse amoroso de English. O filme é uma sequência do filme Johnny English de 2003 e foi um sucesso de bilheteria, arrecadando mais de US$ 160 milhões.

### 2010 - 2020: Garota Exemplar e Aclamação Crítica
Em 2012, ela desempenhou o papel da Rainha Andrômeda no épico de fantasia Wrath of the Titans. Ela substituiu Alexa Davalos, que havia desempenhado o papel em Clash of the Titans e desistiu devido a um conflito de agenda. Assumir o papel em Wrath of the Titans significou que ela teve que desistir de ser considerada para um papel em Man of Steel. Embora o filme não tenha sido bem recebido pela crítica, arrecadou mais de US$ 300 milhões e os críticos consideraram sua atuação um dos destaques do filme. Ela estrelou como Helen Rodin, a protagonista feminina ao lado de Tom Cruise no thriller Jack Reacher, uma adaptação do romance One Shot do autor Lee Child. O filme teve recepção positiva da crítica e arrecadou mais de US$ 218 milhões. No ano seguinte, ela teve um papel coadjuvante em The World End (2013).
Mais recentemente, sua interpretação da personagem Amy Dunne no filme Garota Exemplar foi considerado "brilhante, com um talento emocionante e assustador" e a personagem foi descrita como "o papel de sua vida". Por este papel, ela foi indicada ao Oscar, Globo de Ouro, BAFTA e SAG Awards. Em 2019 recebeu o prêmio Emmy Awards de melhor atriz em série de comédia de curta duração pelo seu papel na série State of the Union.
Em 2021, Pike ganhou seu primeiro Globo de Ouro por seu desempenho aclamado pela crítica como Marla Grayson em I Care a Lot. Em 19 de novembro de 2021, a série Wheel of Time, na qual ela interpreta a personagem principal, foi lançada no  streaming da Amazon o Amazon Prime Video.

### 2021 -2023: Prêmios,I Care a Lotee Aclamação Continua

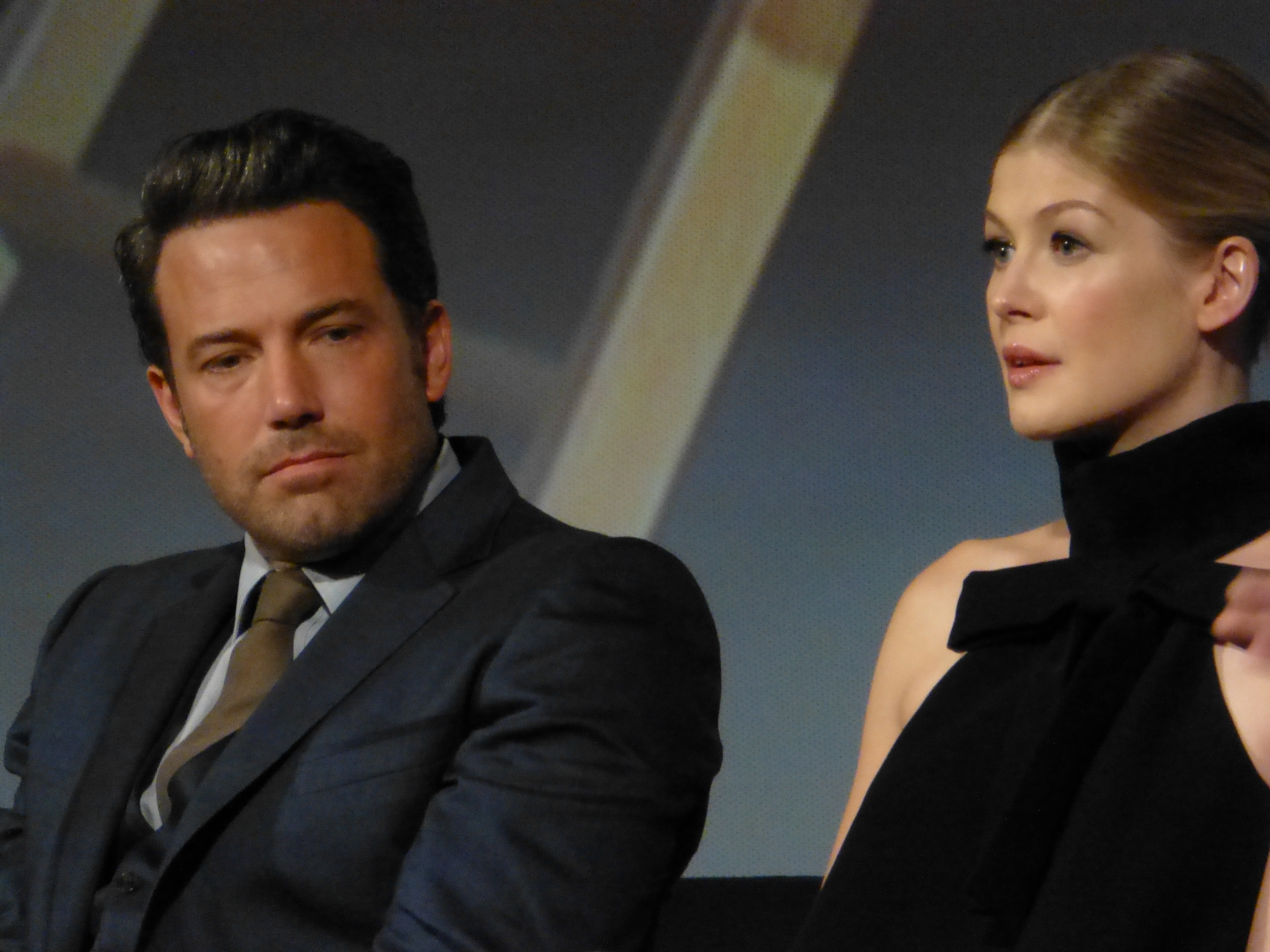
Pike e Ben Affleck na premier Gone Girl no 52nd New York Film Festival em 2014.

A partir de 2015, ela dublou Lady Penelope Creighton-Ward no remake de Thunderbirds Are Go produzido pela ITV em conjunto com a Weta Workshop . Em fevereiro de 2016, ela estrelou o videoclipe de "Voodoo in My Blood " do Massive Attack , inspirado diretamente na cena do metrô com Isabelle Adjani no filme Possession (1981) dirigido por Andrzej Żuławski. Em 2017, ela assumiu o papel de The Woman no curta-metragem The Human Voice, escrito e dirigido por Patrick Kennedy e baseado na peça La voix humaine de Jean Cocteau, pela qual ganhou o prêmio de Melhor Atriz no Oxford International Film. Festival.
Em 2018, Pike foi escalado como a correspondente de guerra Marie Colvin em A Private War, dirigido por Matthew Heineman e baseado em "Marie Colvin's Private War", um artigo da Vanity Fair de Marie Brenner. Ela foi indicada ao Globo de Ouro e ao Satellite Awards de Melhor Atriz em Filme - Drama. Em 2019, ela foi escalada para o papel de Moiraine na adaptação do Amazon Prime Video do épico de fantasia de Robert Jordan, The Wheel of Time,  que foi lançado em novembro de 2021. Em 2021, Pike estrelou como a vigarista Marla Grayson no thriller policial I Care a Lot, dirigido por J. Blakeson e coestrelado por Peter Dinklage, Eiza González e Dianne Wiest. Seu desempenho recebeu aclamação universal; David Rooney, do The Hollywood Reporter, disse que "Pike traz eficiência nítida e amoralidade cega a um conservador legal",[carece de fontes?] e o jornalista da ABC News, Peter Travers , escreveu que "Pike faz um banquete com o papel". No Globo de Ouro, ela ganhou o Globo de Ouro de Melhor Atriz em Filme - Comédia ou Musical.
Em 2021, Pike narrou o audiolivro do romance de Paula Hawkins, A Slow Fire Burning. Ela também dublou um audiolivro de The Eye of the World, o primeiro livro da série Wheel of Time Em 2022, foi anunciado que Pike estrelaria o segundo longa-metragem de Emerald Fennell, Saltburn.  Ela também está comprometida em liderar como protagonista o thriller Rich Flu, com Pablo Larraín produzindo o filme.

### 2023 - presente: Atriz Consagrada e Trabalho Continuo
Pike é um dos produtores executivo da série da Netflix, 3 Body Problem baseada no romance de mesmo nome.  Após o sucesso de I Care a Lote, Pike fechou inúmeras parcerias de sucesso com a Netflix desde seu aclamado papel no filme na plataforma, em novembro de 2023, Pike começou a filmar em Hallow Road  de Babak Anvari.  Em abril de 2024, foi revelado que Pike havia se juntado ao elenco de In the Grey de Guy Ritchie. Em maio de 2024, foi anunciado que Pike havia se juntado ao elenco de Now You See Me 3.  Em setembro de 2024, foi anunciado que Pike estrelaria como protagonista na série da Netflix, Thumblite, centrada no Vale do Silício. Em outubro, Pike foi escalado ao lado de Sacha Baron Cohen no filme da Netflix, Ladies First de Thea Sharrock. Pike fará sua estreia no Royal National Theatre e no verão de 2025 na peça Inter Alia de Suzie Miller.

## Vida Pessoal
Enquanto estava em Oxford, Pike teve um relacionamento com Simon Woods que durou dois anos. Mais tarde, o casal interpretou Jane Bennet e Charles Bingley em Orgulho e Preconceito, o término veio em 2007; ela então ficou noiva do diretor daquela produção, Joe Wright, e o noivado terminou em 2008. Desde dezembro de 2009, Pike mantém um relacionamento com Robie Uniacke, um empresário, e eles têm dois filhos.